# الطفة (يافع)

تعديل مصدري - تعديل

الطف هي أكبر قرى عزلة لبعوس بمديرية يافع التابعة لمحافظة لحج، بلغ تعداد سكانها 24 نسمة حسب تعداد اليمن لعام 2004.